# Костёл Пресвятой Девы Марии и монастырь францисканцев (Ошмяны)
Костел Пресвятой Девы Марии и монастырь францисканцев в Старой Ошмяне (сейчас окраина города Ошмяны) появились на рубеже XIV и XV веков.

## История

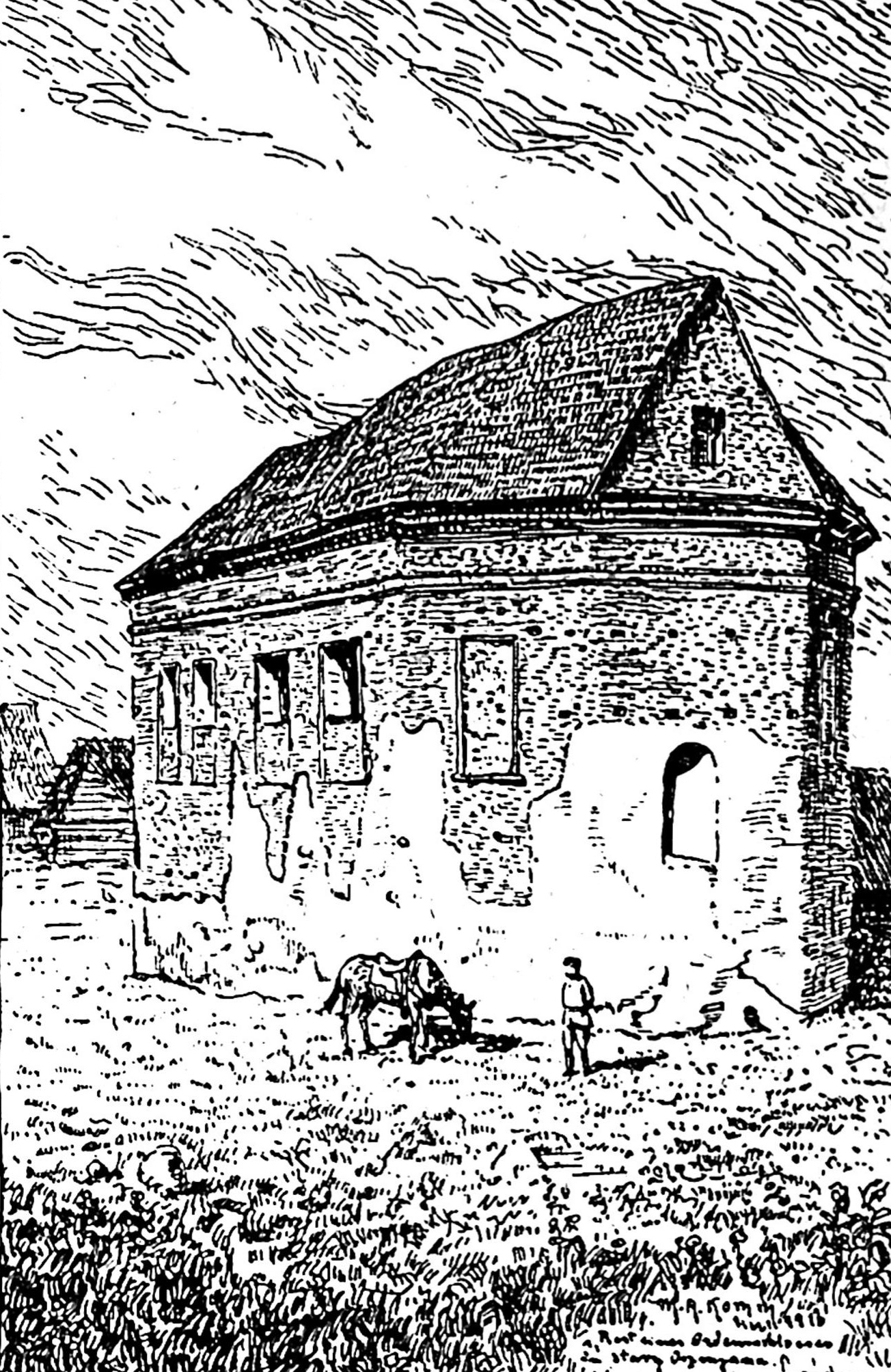
Немецкий рисунок, 1918 год

Первое упоминание, которое с достоверностью связано со храмом в Старой Ошмяне, относится к 1407 г., когда Войцех Монивид записал ему подданных в деревне Мириклишки. Сохранился также документ 1497 г., которым некий Юрий Янович записывает фундуш «к Благословлённой Деве в Старой Ошмяне к конвенту братьев ордена святителя Франциска». Таким образом упоминания в литературе, начиная с XIX в., что монастырь основан в 1505 г. Александром Ягеллончиком, явно ошибочные; правдоподобно, что Александр просто дополнительно жертвовал деньги в этот монастырь. После раздела францисканского ордена в 1517 Ошмянский монастырь подчинялся Литовской контрации Польско-Чешской провинции францисканцев-конвентуалов. В инвентаре костёла 1585 среди книг упоминается антифонор (книга литургических пений) на пергаменте.
Старейшие части современных руин (нижняя часть стен в восточной половине храма) относятся к готическому стилю и являются остатками костёла, возведённого, правдоподобно, в кан. XV-нач. XVI вв. Во время войны в середине XVII в. деревянные здания монастыря были уничтоженные пожаром, но в скором времени восстановлены, а костёл переделан и оштукатурен.
В 1812 костёльное здание было частично разрушено, в 1822 отстроено в стиле классицизма. В 1845 монастырь был закрыт, монастырские здания уничтожены, а костёл переделан в склад, затем был повреждён в войнах, в нынешнее время в руинах.

## Галерея

Старые снимки
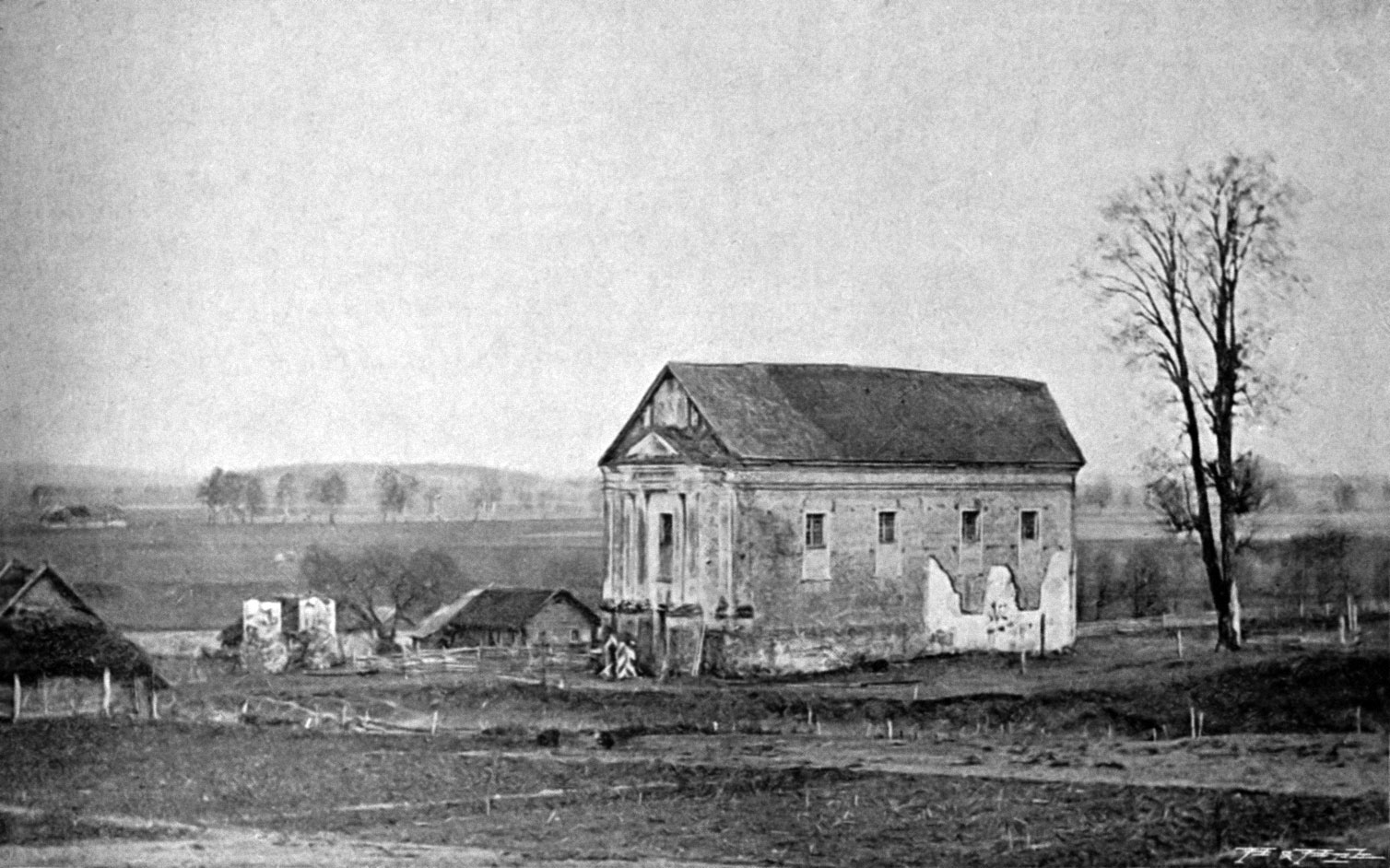
1896
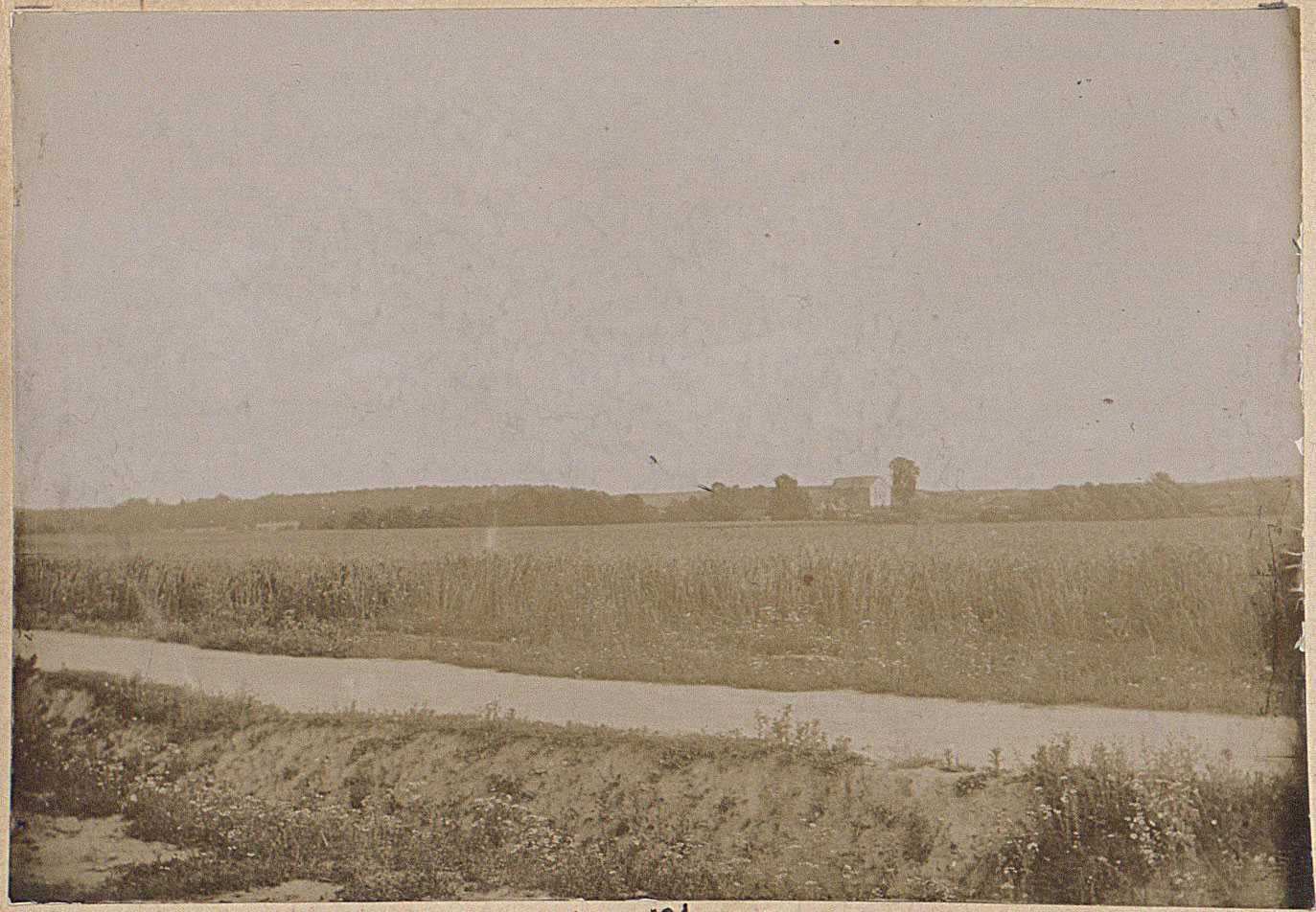
1900
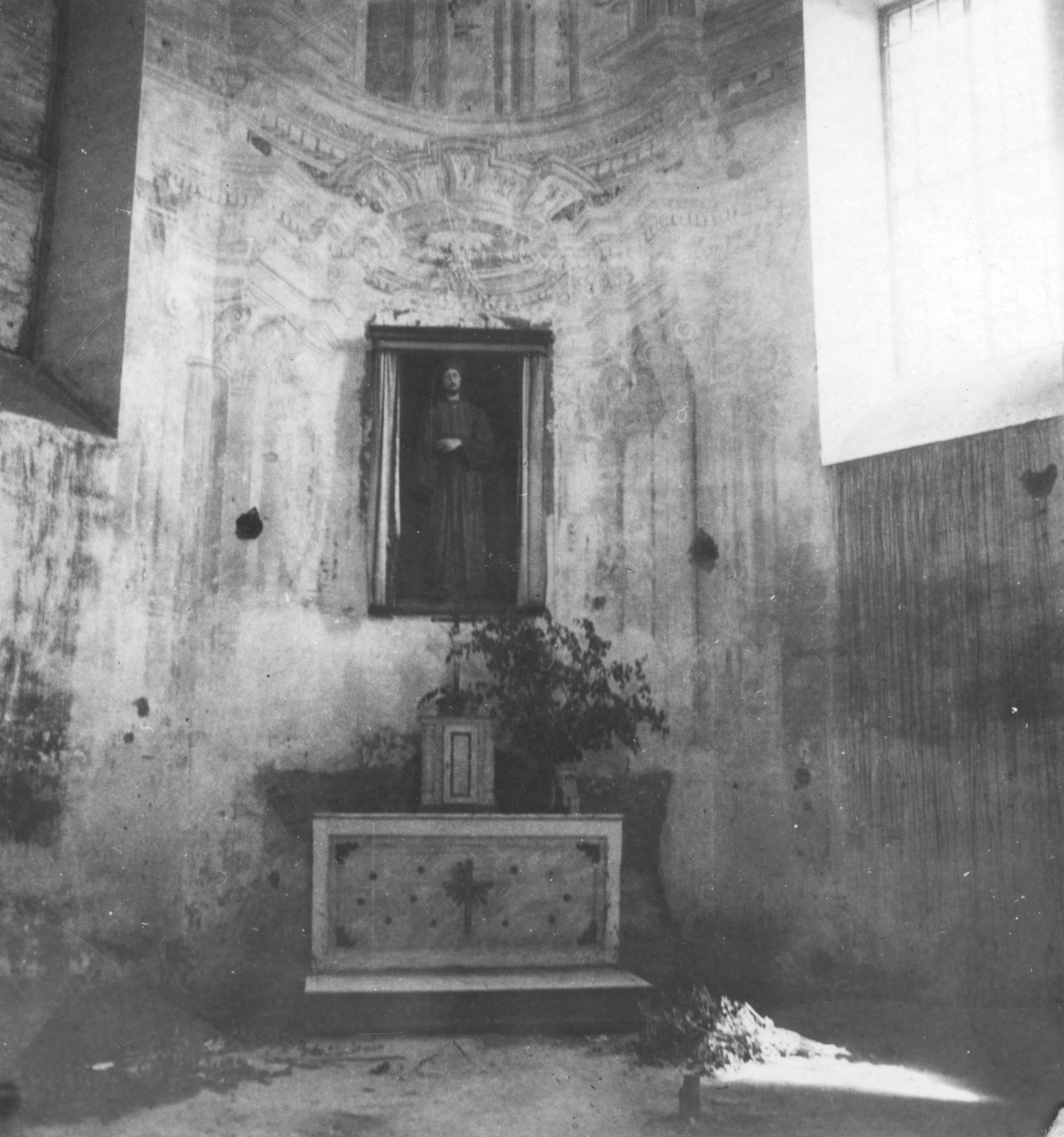
1930
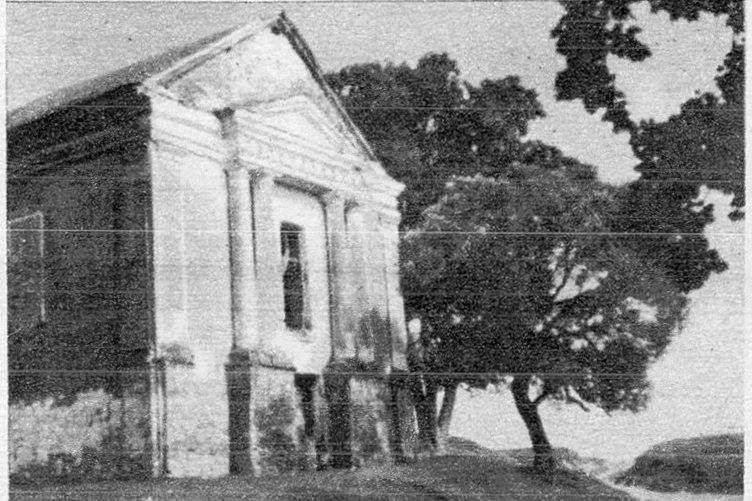
1938